# Contea di Schenectady
La contea di Schenectady, in inglese Schenectady County, è una contea dell'est dello Stato di New York negli Stati Uniti. Il capoluogo di contea è Schenectady.

## Geografia fisica
La contea si trova nel centro-est dello Stato. Il territorio è prevalentemente collinare e corrisponde alla valle del fiume Mohawh, che a sud-est segna il confine con la contea di Saratoga. Il confine ovest è segnato dal fiume Schoharie Creek. Il capoluogo di contea è la città di Schenectady, situata sul fiume Mohawk.

### Contee confinanti
- Contea di Saratoga - nord-est/est
- Contea di Albany - sud
- Contea di Schoharie - sud-ovest
- Contea di Montgomery - ovest

## Storia
Il territorio della contea ha fatto parte della contea di Albany fin da quando questa fu istituita nel 1683. Ne è stato separato nel 1809 per divenire l'attuale contea. Il nome Schenectady deriva da una parola dei nativi Mohawk che probabilmente significa "l'altro lato delle pinete". Nel 1795 venne fondato a Schenectady l'Union College.

## Comuni
- Delanson - village
- Duanesburg - town
- Duane Lake - cdp
- East Glenville - cdp
- Glenville - town
- Mariaville Lake - cdp
- Niskayuna - town
- Princetown - town
- Rotterdam - town
- Schenectady (capoluogo) - city
- Scotia - village